# Arrêt Fraisse
L'arrêt Fraisse est une décision importante de l'assemblée plénière de la Cour de cassation, prononcée le 2 juin 2000, relative à la hiérarchie des normes.
La question est de déterminer si un traité international (ici : le Pacte international relatif aux droits civils et politiques et la Convention européenne des droits de l'homme) a une valeur supérieure ou inférieure aux normes constitutionnelles françaises.
La Cour de cassation considère que la suprématie conférée aux engagements internationaux sur les lois par l'article 55 de la Constitution du 4 octobre 1958 ne s'applique pas, dans l’ordre interne, aux dispositions de nature constitutionnelle.
Autrement dit, en droit interne, la Constitution et le bloc de constitutionnalité ont une valeur juridique supérieure aux traités internationaux.

## Jurisprudence administrative
Dans un « arrêt Sarran » du 30 octobre 1998, le Conseil d'État avait, en des termes identiques, consacré la même solution.

## Jurisprudence européenne
- Arrêt Costa contre ENEL : primauté du droit communautaire sur toute norme de droit interne des États-membres, même constitutionnelle.